# Делер, Анри
Анри Делер (фр. Henri Delaire; 16 августа 1860 — 27 октября 1941, Париж) — французский шахматист.
В 1889 г. основал в Париже клуб любителей шахмат Cercle Magenta, в 1895 г. преобразованный в Клуб Филидора. В 1903 г. занял второе место на неофициальном чемпионате Франции, уступив только Адольфу Зильберту.
Приобрёл наибольшую известность как шахматный журналист, организатор, автор книг. Написал, в частности, «Начальные понятия о шахматах» (фр. Premières notions d'échecs; 1911), «Современные шахматы: история и полная теория» (фр. Les échecs modernes: histoire, théorie complète; 1914, второе издание 1925) и «Справочник-руководство по шахматам» (фр. Traité-manuel des échecs; 1917, третье издание 1930, испанский перевод 1931).
В 1908—1940 гг. редактор шахматного журнала La Stratégie (издание прекращено в связи с немецкой оккупацией Парижа).
Первый президент Французской шахматной федерации (1921—1922).